# Чизмон-дель-Граппа
Чизмон-дель-Граппа, Чизмон-дель-Ґраппа (італ. Cismon del Grappa, вен. Cismon del Grappa) — муніципалітет в Італії, у регіоні Венето, провінція Віченца.
Чизмон-дель-Граппа розташований на відстані близько 460 км на північ від Рима, 75 км на північний захід від Венеції, 45 км на північ від Віченци.
Населення — 938 осіб (2014).

## Демографія
Населення за роками:

Станом на 31 грудня 2014 року в муніципалітеті офіційно проживали 62 іноземці з 14 країн, серед них 19 громадян країн Євросоюзу та 2 громадяни України.

## Уродженці
- Даріо Дона (*1961) — італійський футболіст, півзахисник.

## Сусідні муніципалітети
- Арсьє
- Борсо-дель-Граппа
- Креспано-дель-Граппа
- Енего
- Гриньйо
- Падерно-дель-Граппа
- Пове-дель-Ґраппа
- Сан-Нацаріо
- Серен-дель-Граппа
- Вальстанья